# Scaphiostreptus oyapokanus
Scaphiostreptus oyapokanus är en mångfotingart som beskrevs av Carl Graf Attems 1914. Scaphiostreptus oyapokanus ingår i släktet Scaphiostreptus och familjen Spirostreptidae. Inga underarter finns listade i Catalogue of Life.